# 劉浩存
劉 浩存（リウ・ハオツン、1998年5月20日 - ）は、中華人民共和国の女優。

## 経歴
北京舞踏学院卒。大学2年の時に3000人のオーディションを勝ち抜いて映画『ワン・セカンド 永遠の24フレーム』に出演し、第15回アジア・フィルム・アワード他で新人俳優賞を多数受賞した。また同じ2020年の映画『送你一朵小红花』では金鶏奨の主演女優賞にノミネートされた。

## 出演作品

### 映画
- ワン・セカンド 永遠の24フレーム 一秒钟（2020年）
- 送你一朵小红花（2020年）
- 崖上のスパイ 悬崖之上（2021年）
- 四海（2022年）
- ライド・オン 龙马精神（2023年）
- 念念相忘（2023年）
- スケッチ〜彼女と描いた光〜 灿烂的她（2024年） ※2024東京・中国映画週間で上映

### テレビドラマ
- 脱轨（2023年）